# باشاک کوکلوکایا
باشاک کوکلوکایا (ترکی استانبولی: Başak Köklükaya؛ زادهٔ ۱۹ آوریل ۱۹۷۴) هنرپیشه اهل ترکیه است.
از فیلم‌ها یا برنامه‌های تلویزیونی که وی در آن نقش داشته‌است می‌توان به اندکی ادویه، حمام اشاره کرد.